# 天津动物园
39°04′52″N 117°09′36″E / 39.081°N 117.16°E天津动物园位于天津市南开区水上东路水上公园南端，为中国大陆七大动物园之一，也是中国动物种类最多的动物园之一，1975年正式建园，1980年1月1日建成开放。天津动物园曾经繁殖和饲养了众多珍贵的野生动物，例如大熊猫、东北虎、金丝猴等。现在共饲养各类野生动物200余种，近3000头只。

## 历史
2004年1月10日，根据天津市园林委决定，水上公园、天津动物园合署办公。天津动物园是建设部命名的全国“十佳”动物园，也是全国科普教育基地和天津市科普教育基地。该园占地面积53公顷，饲养各类野生动物200余种，近3000头只。其中中国国家一级保护动物有大熊猫、东北虎、亚洲象、金丝猴、扭角羚、丹顶鹤等，中国国家二级保护动物有小熊猫、猞猁、大天鹅等此外，还有美洲虎、狮、北极熊、长颈鹿、河马、犀牛、黑猩猩等。

## 主要馆舍
- 猴山
- 熊山
- 狮虎山
- 熊猫馆
- 鸟语林
- 象馆
- 犀牛河马馆
- 两栖爬行馆

## 相关链接
- 天津动物园